# Iriver clix
iriver clix – odtwarzacz plików multimedialnych koreańskiej firmy iriver.
Posiada wyświetlacz AMOLED (Active-matrix organic light-emitting diode) 2,2 cala o rozdzielczości 320 × 240. Odtwarzacz Clix posiada także mechanizm D*Click, polegający na zastosowaniu przycisków pod wyświetlaczem.

## Cechy urządzenia
- małe rozmiary
- intuicyjny system D*click
- jasny wyświetlacz 2.2" AMOLED
- szybki interfejs oparty na flash (Flash UI) i skórki flash (ustawienia wyglądu)
- wbudowany tuner FM (możliwość nagrywania radia – max bitrate 192 kbps)
- kolorystyka: czarny lub biały
- budzik
- szybkie transfery przez USB 2.0 (średnio 5-6 MB/s)
- wbudowany mikrofon – do 128 kbps
- serce playera to SoC (System-on-Chip) TCC 7801 + codec Wolfson WM 8731S
- typ połączenia UMS/MTP
- brak wsparcia formatów bezstratnych
- jak na razie brak wsparcia Rockboksa

## Obsługiwane formaty audio
- mp3 8-320 kbps
- ogg Q1-Q10
- wma 8-320 kbps

## Obsługiwane formaty video
- format pliku: rozszerzenie powinno być AVI (Clix2 obsługuje także WMV)
- kodek wideo: kompatybilny z OpenDivX, XviD lub DivX do wersji 5 bez (zero) B-Frames. Clix2 obsługuje tylko progresywny streaming.
- rozdzielczość: wymagane 320x240
- framerate (liczba klatek na sekundę): do 30 fps. (Najlepiej jednak 30)
- video bitrate: ⇐ 2000 kbps
- kodek audio: tylko MP3 (LAME) lub wma (do 320 kbps) dla WMV
- bitrate audio: CBR lub ABR (average bitrate).
- częstotliwość próbkowania: ⇐ 48000
- kanały audio: 2 max (stereo/joint-stereo/dual-channel/mono)

## Inne pliki
- Animacje Flash (SWF) – Adobe Flash Lite 2.1
- Gry Flash (SWF) – fps ⇐ 30; audio ADPCM lub MP3 128 kbps, <44.1 KHz
- Tekst (TXT) – UNICODE
- Zdjęcia (JPG) – tylko Baseline JPG (Progressive JPG nie jest obsługiwany)